# Bubali
Bubali – osada (wijk) w miejscowości Palm Beach, w strefie Palm Beach/Malmok, w regionie Noord/Tanki Leendert w północnej części kraju autonomicznego Aruba, należącego do Holandii, w Ameryce Południowej. Leży w pobliżu plaży Eagle Beach. Znajduje się tutaj rezerwat przyrody Bubali, którego 10 września 2018 r. w 24% zniszczył pożar.